# René Hüssy
 René Hüssy  (Zürich, 1928. október 19. – 2007. március 11.) svájci labdarúgóhátvéd, edző.

## Pályafutása

### Játékosként
1947–1949 között a Grasshoppers, 1949–1951 között a Lausanne-Sport, 1951–1961 között ismét a Grasshoppers labdarúgója volt.

### Edzőként
1963–1970 között a Winterthur vezetőedzője volt. 1970-ben és 1973–1976 között a svájci válogatott szövetségi kapitányaként tevékenykedett. 1970–1973 között a Grasshoppers, 1976–77-ben az Luzern, 1977–78-ben a Young Boys szakmai munkáját irányította.